# دی‌اچ-۵
دی‌اچ-۵ (به انگلیسی: Häfeli_DH-5) یک هواگرد ملخ‌پیشین تک‌موتوره از نوع شناسایی ساخت شرکت K + W است. هواگرد دی‌اچ-۵ نخستین پروازش را در ۱۹۱۹ میلادی انجام داد. این هواگرد در سال ۱۹۲۲ میلادی رسماً معرفی گردید. در مجموع، تعداد ۸۰ فروند از این هواگرد ساخته شده‌است.
طراح این هواگرد، August Häfeli بود.